# 네버웨어
네버웨어는 닐 게이먼이 지은 판타지 텔레비전 시리즈이고, 1996년에 BBC 2채널에서 처음 방송되었다. 이것은 “런던 지하세계”를 배경으로 하는데, 이 곳은 “런던 지상”이라고 불리는 그 실제의 런던과 공존하는 마법의 세계이다. 닐 게이먼과 래니 핸리에 의해 쓰여졌으며, 듀이 흄프레이스가 감독을 맡았다. 게이먼은 후에 이것을 소설화하여 같은 이름의 소설을 출판하였다. 이 연속극과 소설은 부분적으로 진 울프의 소설 “Free Live Free”에서 영감을 받았다고 한다.

## 줄거리
스코트랜드 사람이지만 런던에 사는 리쳐드 메이휴는 어느 날 밤에 길거리에서 다친 도어를 발견한다. 그의 약혼자의 반발에도 불구하고, 그는 그녀를 돕기로 결심하지만, 이것은 불운하게도 이로 인해 그는 정상적인 사람들에게서 잊혀지고, ‘런던 지하세계’의 사람들로부터만 진짜라고 인정받는 것이 된다. 물론 ‘런던 지하세계’의 사람들은 ‘런던 지상’의 사람들의 눈으로는 투명하고 존재하지 않는 것이다. 그는 뭐가 무엇인지, 돌아가는 길을 찾기 위해, 그리고 살인마들로부터 쫓기고 있는 도어를 돕기 위한 ‘런던 지하세계’로의 여정으로부터 그는 집, 직장, 그리고 그의 정신을 잃는다.
런던 지하세계에서는 런던에서 익숙한 이름들이 중요한 역할을 맡는다. 예를 들면 Knightsbridge의 경우 “Night’s Bridge”로서 나타나며, 사람의 목숨을 빼앗는 어둠을 지닌 돌다리이다. 이슬링턴은 실제 천사로 나타난다. 런던 지하세계는 하수도와 평행한 세계이다. 이들의 거주민은 집 없는 사람들이지만, 다른 시대의 사람들도 있다. 예를 들면 수사나 가상의 캐릭터들이다.

## 주인공
리쳐드 메이휴 - 젊은 회사원으로서, 다친 도어를 자신의 아파트에 잠시 머무르게 함으로써 런던 지하세계에 대해 알게되는 인물이다. 텔레비전 시리즈에서는 게리 베이크웰이 해당 역할을 맡았다.
도어 – 런던 지하세계의 젊은 여자로, 귀족 가족의 딸이다. 그녀의 집안은 이야기가 시작하기 직전에 모두 살해되었다. 그녀는 집안 대대로 내려오는 ‘열기’ 능력을 가지고 있다.(문 말고 다른 것들도 열 수 있다.) 텔레비전 시리즈에서는 로라 프라우셀이 해당 역할을 연기하였다.
카라바스 백작 – 이 인물은 거만하고 교활하고 자신에 대해 확신에 차 있다. 비록 사기꾼 기질이 있지만, 그는 도어와 그녀의 가족의 충성스러운 친구이다. 이 인물은 장화 신은 고양이 이야기에서 영감을 받아 생겨났다. 텔레비전 시리즈에서는 페터슨 요셉이 연기하였다.
크루프 – 살인마 팀 2인 중에서 말이 많은 사람이다. 그는 키가 작고, 뚱뚱하고, 말할 때 무척 거만하고 장황하게 한다. 그의 파트너 벤더마처럼, 그는 매우 빠르게 한 곳에서 다른 곳에서 이동할 수 있는 능력을 가진다. 그는 그의 팀에서 머리 쓰는 사람이며, 여우같다고 소설에서 묘사된다. 텔레비전 시리즈에서는 히웰 베냇에 의해 연기된다.
벤더마 – 크루프와 함께 살인을 하는 인물로서 띨띨하고 키가 큰 인물이다. 그는 크루프와 정반대의 성격을 가지고 있으며, 말이 거의 없고, 살인과 파괴만을 좋아하는 인물이다. 또한 살아있는 동물을 먹는 경향이 있다. 그는 늑대로 이야기에서 묘사되며, 중간에 늑대 울음소리를 내기도 한다. 텔레비전 시리즈에서는 쿨라브 러셀이 해당 역할을 연기한다.
이 외에도 올드 베일리, 헌터, 천사 이슬링턴, 라미아 등의 등장인물이 이야기에 나온다.